# Crépide du Triglav
Crepis terglouensis
Espèce
La Crépide du Triglav (Crepis terglouensis) est une espèce de plantes de la famille des Astéracées.